# Kwakwani
Kwakwani ist eine Gemeinde am Berbice-Fluss in der Provinz Upper Demerara-Berbice im östlichen Teil Guyanas.
Kwakwani liegt etwa 40 Kilometer südlich von Linden. Der Abbau von Bauxit ist der Hauptindustriezweig. In Kwakwani gibt es eine High-School, eine Fährverbindung nach New Amsterdam gibt es seit Ende 2008.
Der Ort verfügt über einen Flughafen mit der Kennung SYKW.
Während der Überschwemmung im Januar 2005, in der auch Kwakwani betroffen war, wurde die Straßenverbindung nach Linden zerstört.